# Composizioni di Modest Petrovič Musorgskij

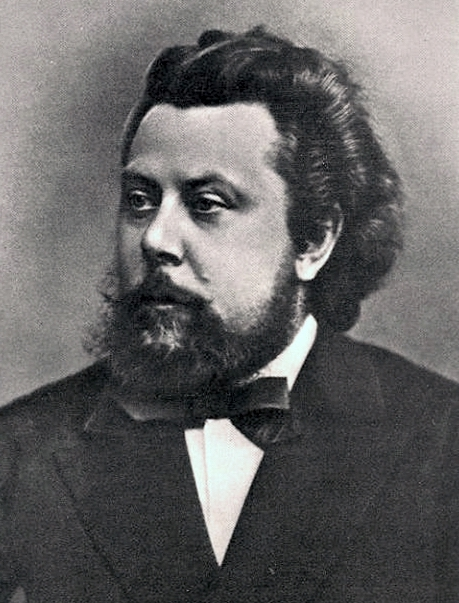
Musorgskij nel 1870.

Lista delle composizioni di Modest Petrovič Musorgskij (1839-1881), ordinate per genere.

## Opere liriche
| Titolo                | Periodo                      | Libretto          | Note |
| --------------------- | ---------------------------- | ----------------- | --- |
| Han d'Islanda         | 1856                         |                   | Progettata; basata sul romanzo omonimo di Victor Hugo (1823).                                                                                         |
| Edipo ad Atene        | 1858-60                      | Modest Musorgskij | Incompiuta; basata sulla tragedia omonima di Vladislav Ozerov (1804).                                                                                 |
| Salammbô              | 1863-66                      | Modest Musorgskij | Incompiuta; basata sul romanzo omonimo di Gustave Flaubert (1862).                                                                                    |
| Il matrimonio         | 1868                         | Modest Musorgskij | Incompiuta; solo il primo atto; basata sulla commedia omonima di Nikolaj Gogol' (1842).                                                               |
| Boris Godunov         | 1868-69, 1871-73 (revisione) | Modest Musorgskij | Basata sul dramma omonimo di Aleksandr Puškin. |
| Bobyl'                | 1870                         |                   | Progettata; basata sul dramma Hans und Grete (1868) di Friedrich Spielhagen; la profezia di Marfa della Chovanščina deriva da bozze di questo lavoro. |
| Mlada                 | 1872                         | Viktor Krylov     | Incompiuta; lavoro in collaborazione con Cezar' Kjui, Ludwig Minkus, Nikolaj Rimskij-Korsakov, e Aleksandr Borodin.                                   |
| Chovanščina           | 1872-80                      | Modest Musorgskij | Incompiuta; basata su narrazioni storiche. |
| La fiera di Soročincy | 1874-80                      | Modest Musorgskij | Incompiuta; basata sul racconto omonimo di Nikolaj Gogol'.                                                                                            |
| Pugačovščina          | 1877                         |                   | Progettata; probabilmente basata sul romanzo La figlia del capitano (1836) di Aleksandr Puškin.                                                       |

## Opere orchestrali
| Titolo                    | Periodo | Note |
| ------------------------- | ------- | --- |
| Alla marcia notturna      | 1861    | |
| Sinfonia in re maggiore   | 1861-62 | Perduta, incompiuta: solo Andante, Scherzo e Finale. |
| Una notte sul Monte Calvo | 1867    | Poema sinfonico; rielaborato per coro e orchestra come La glorificazione di Černobog per l'opera collettiva Mlada (1872), e nuovamente come Il sogno del giovane paesano nell'opera La fiera di Soročynci (1880). |
| Podebrad di Boemia        | 1867    | Progettato; basato sulla vita di Giorgio di Boemia. |
| La presa di Kars          | 1880    | Marcia composta per commemorare l'assedio di Kars (1855). |
| Suite transcaucasica      | 1880    | Progettata; per orchestra, arpe e pianoforte. |

## Opere per pianoforte
| Titolo                                                      | Periodo                               | Note |
| ----------------------------------------------------------- | ------------------------------------- | --- |
| Porte-enseigne Polka                                        | 1852                                  | |
| Ricordo d'infanzia                                          | 1857                                  | |
| Sonata in mi bemolle maggiore                               | 1858                                  | Perduta; incompiuta: solo Scherzo e Finale.                                                                                 |
| Sonata in fa diesis minore                                  | 1858                                  | Perduta. |
| Scherzo in do diesis minore                                 | 1858, 1860 (revisione)                | La versione revisionata è presente nella Sonata in do diesis minore                                                         |
| Scherzo in si bemolle maggiore                              | 1858                                  | Anche in versione orchestrale.                                                                                              |
| Impromptu passionné (Ricordo di Beltov e Ljuba)             | 1859 (versione originale e revisione) | Ispirato al romanzo Chi è da biasimare? (1847) di Aleksandr Gercen                                                          |
| Ein Kinderscherz                                            | 1859, 1860 (revisione)                | |
| Sonata in do maggiore                                       | 1860                                  | Incompiuta, solo Allegro e Scherzo; quest'ultimo è basato sullo Scherzo in do diesis minore; per pianoforte a quattro mani. |
| Preludio in modo classico                                   | 1860                                  | Perduto |
| Intermezzo in modo classico                                 | 1860-61, 1867 (revisione)             | |
| Menuet Monstre                                              | 1861                                  | Perduto. |
| Dai ricordi d'infanzia 1 La tata ed io 2 Il primo castigo   | 1865                                  | |
| Rêverie                                                     | 1865                                  | Su un tema di V. Loginov.                                                                                                   |
| La Capricieuse                                              | 1865                                  | Su un tema di L. Heyden. |
| La sarta, scherzino                                         | 1871                                  | |
| Quadri da un'esposizione                                    | 1874                                  | |
| Tempesta sul mar Nero                                       | 1879                                  | Perduto. |
| Sulla costa meridionale della Crimea 1 Gurzuf 2 Capriccio   | 1880                                  | |
| Méditation (feuillet d'album)                               | 1880                                  | |
| Une Larme                                                   | 1880                                  | |
| Au village, quasi fantasia                                  | 1880                                  | |
| Scena del mercato dall'opera La fiera di Soročynci          | 1880                                  | |
| Hopak delle ragazze felici dall'opera La fiera di Soročynci | 1880                                  | |

## Canzoni
Tutte le composizioni sono per voce e pianoforte, se non diversamente indicato.
| Titolo | Periodo                               | Testo                                                 | Note |
| --- | ------------------------------------- | ----------------------------------------------------- | --- |
| Где ты, звёздочка? (Dove sei, piccola stella?) | 1857, 1858 (revisione)                | Nikolaj Grekov                                        | La seconda versione venne anche orchestrata. |
| Отчего, скажи (Dimmi perché) | 1858                                  | Probabilmente Kol'cov o Puškin                        | |
| Meines Herzens Sehnsucht (Brama del mio cuore) | 1858                                  | Anonimo tedesco                                       | |
| Весёлый час (Un'ora allegra) | 1858, 1859 (revisione)                | Aleksej Kol'cov                                       | |
| Листья шумели уныло (Le foglie frusciavano tristemente) | 1859, 1863-66 (revisione)             | Aleksej Pleščeev                                      | |
| Что вам слова любви? (Cosa sono per voi parole d'amore?) | 1860, 1863-66 (revisione)             | Aleksandr Ammosov                                     | |
| Много есть у меня теремов и садов (Molti sono i miei palazzi e giardini) | 1863                                  | Aleksej Kol'cov                                       | |
| Lied des Harfenspielers (La canzone dell'arpista) | 1863                                  | Johann Wolfgang von Goethe                            | |
| Царь Саул (Re Saul) | 1863, 1866-71 (revisione)             | Pavel Kozlov da George Gordon Byron                   | |
| Но если-бы с тобою я встретиться могла (Ma se potessi incontrarti) | 1863                                  | Vasilij Kuročkin                                      | |
| Дуют ветры, ветры буйные (Soffiano venti, venti selvaggi) | 1864                                  | Aleksej Kol'cov                                       | |
| Ночь (La notte) | 1864, 1868-71 (revisione)             | Aleksandr Puškin                                      | La seconda versione venne anche orchestrata. |
| Калистратушка (Kalistratuška), Калистрат (Kalistrat) | 1864 (versione originale e revisione) | Nikolaj Nekrasov                                      | Nella revisione il titolo venne leggermente cambiato.                                                                                           |
| Ogni sabato | 1864                                  | Canto popolare toscano                                | Arrangiamento della canzone Ogni sabato avresti il lume acceso (1853) di Luigi Gordigiani; per mezzosoprano, baritono e pianoforte.             |
| Молитва (Preghiera) | 1865                                  | Michail Lermontov                                     | |
| Отверженная (La reietta) | 1865                                  | Ivan Goltz-Miller                                     | |
| Колыбельная песня (Ninna nanna) | 1865 (versione originale e revisione) | Aleksandr Ostrovskij                                  | |
| Малютка (Il piccolo) | 1866                                  | Aleksej Pleščeev                                      | |
| Желание (Desiderio) | 1866                                  | Michail Michajlov da Heinrich Heine                   | |
| Из слёз моих выросло много (Dalle mie lacrime è cresciuto molto) | 1866                                  | Heinrich Heine                                        | |
| Светик Савишна (Cara Savišna) | 1866                                  | Modest Musorgskij                                     | |
| Ах, ты, пьяная тетеря (Ah, tu ubriacone) | 1866                                  | Modest Musorgskij                                     | |
| Семинарист (Il seminarista) | 1866, 1870 (revisione)                | Modest Musorgskij                                     | |
| Гопак (Hopak) | 1866, 1868 (revisione)                | Lev Mej da Taras Ševčenko                             | |
| Песнь Ярёмы (La canzone di Jarëma), На Днепре (Sul Dnepr) | 1866, 1879 (revisione)                | Taras Ševčenko                                        | La versione originale è andata perduta. |
| Еврейская песня (Canzone ebrea) | 1867, 1868 (revisione)                | Lev Mej, dal Cantico dei Cantici                      | |
| Стрекотунья-белобока (La chiacchierona dai fianchi bianchi) | 1867                                  | Aleksandr Puškin                                      | |
| По грибы (Raccogliendo funghi) | 1867                                  | Lev Mej                                               | |
| Пирушка (Il banchetto) | 1867                                  | Aleksej Kol'cov                                       | |
| Озорник (Il monello) | 1867                                  | Modest Musorgskij                                     | |
| Козёл (Светская сказочка) (Il caprone (Un racconto di società)) | 1867                                  | Modest Musorgskij                                     | |
| По над Доном сад цветёт (Un giardino fiorisce sul Don) | 1867                                  | Aleksej Kol'cov                                       | |
| Классик (Il classicista) | 1867                                  | Modest Musorgskij                                     | Pamphlet musicale "In risposta ad una nota di Aleksandr Famintsïn sull'eresia della scuola russa".                                              |
| Сиротка (L'orfano) | 1868                                  | Modest Musorgskij                                     | |
| Колыбельная Ерёмушки (La ninna nanna di Erëmuška) | 1868                                  | Nikolaj Nekrasov                                      | |
| Детская песенка (Canzoncina per bambini) | 1868                                  | Lev Mej                                               | |
| La stanza dei bambini 1 С няней (Con la balia) 2 В углу (Nell'angolo) 3 Жук (Lo scarabeo) 4 С куклой (Con la bambola) 5 На сон грядущий (All'ora di dormire) 6 Поехал на палочке (Corsa sul cavallo di legno) 7 Кот Матрос (Il gatto Marinaio) | 1868 1870 1872                        | Modest Musorgskij                                     | |
| Раёк (Il loggione) | 1870                                  | Modest Musorgskij                                     | |
| Вечерняя песенка (Canzone della sera) | 1871                                  | Aleksej Pleščeev                                      | |
| Senza sole 1 В четырех стенах (Tra quattro mura) 2 Меня в толпе ты не узнала (Tra la folla non mi hai riconosciuto) 3 Окончен праздный шумный день (Il rumoroso giorno di festa è finito) 4 Скучай (Noia)                                      | 1874                                  | Arsenij Goleniščev-Kutuzov                            | |
| Забытый (Dimenticato) | 1874                                  | Arsenij Goleniščev-Kutuzov                            | Il testo è ispirato dal quadro omonimo di Vasilij Vereščagin; la canzone inizialmente era stata pensata per il ciclo Canti e danze della morte. |
| Надгробное письмо (Epitaffio) | 1874                                  | Modest Musorgskij                                     | Incompiuta, completata da V. Karatygin. |
| Крапивная Гора (La montagna d'ortiche) | 1874                                  | Modest Musorgskij                                     | Incompiuta. |
| Canti e danze della morte 1 Колыбельная (Ninna nanna) 2 Серенада (Serenata) 3 Трепак (Trepak) 4 Полководец (Il condottiero) | 1875 1877                             | Arsenij Goleniščev-Kutuzov                            | |
| Непонятная (L'incompresa) | 1875                                  | Modest Musorgskij                                     | |
| Не божиим громом горе ударило (Non come una tempesta dal cielo) | 1877                                  | Aleksej Tolstoj                                       | |
| Горними тихо летела душа небесами (Soavemente salì l'anima in paradiso) | 1877                                  | Aleksej Tolstoj                                       | |
| Спесь (Boria) | 1877                                  | Aleksej Tolstoj                                       | |
| Ой, честь ли то молодцу лён прясти (È un onore per un giovane filare il lino?) | 1877                                  | Aleksej Tolstoj                                       | |
| Рассевается, расступается (Si disperde e si rompe) | 1877                                  | Aleksej Tolstoj                                       | |
| Видение (Visione) | 1877                                  | Arsenij Goleniščev-Kutuzov                            | |
| Странник (Il vagabondo) | 1878                                  | Aleksej Pleščeev da Friedrich Rückert                 | |
| Песня Мефистофеля в погребке Ауэрбаха (La canzone di Mefistofele nella cella di Auerbach) | 1879                                  | Aleksandr Strugovščikov da Johann Wolfgang von Goethe | |

## Opere per coro
| Titolo                         | Periodo                   | Testo                                    | Note                                                                                                |
| ------------------------------ | ------------------------- | ---------------------------------------- | --------------------------------------------------------------------------------------------------- |
| La marcia di Shamil            | 1859                      |                                          | Progettata; per tenore, baritono, coro e orchestra.                                                 |
| La distruzione di Sennacherib  | 1866-67, 1874 (revisione) | Modest Musorgskij da George Gordon Byron | Per coro e orchestra; basato su The Destruction of Sennacherib dalle Melodie ebree (1815) di Byron. |
| Giosuè                         | 1874-77                   | Modest Musorgskij dal Libro di Giosuè    | Per contralto, basso, coro e pianoforte; poi orchestrato da Rimskij Korsakov.                       |
| Tre vocalizzi                  | 1880                      |                                          | Per tre parti di voci femminili.                                                                    |
| Cinque canzoni popolari russe  | 1880                      |                                          | Per quattro parti di voci maschili; n.4 solo per due tenori; n.5 incompiuta.                        |
| Ангел вопияше (L'angelo gridò) | 1880                      |                                          | Per coro misto.                                                                                     |

## Trascrizioni ed arrangiamenti
| Titolo                                                                              | Periodo | Note                                              |
| ----------------------------------------------------------------------------------- | ------- | ------------------------------------------------- |
| Coro persiano dall'opera Ruslan e Ljudmila di Michail Glinka                        | 1858    | Per pianoforte a quattro mani.                    |
| Fantasia su temi spagnoli Souvenir d'une nuit d'été à Madrid di Glinka              | 1858    | Per pianoforte a quattro mani.                    |
| Musica di scena per Re Lear di Milij Balakirev                                      | 1859    | Per pianoforte solo.                              |
| Andante del quartetto per archi in do maggiore op. 59, n. 3 di Ludwig van Beethoven | 1859    | Per pianoforte solo.                              |
| Quartetto per archi in si bemolle maggiore op. 130 di Beethoven                     | 1862    | Per pianoforte a quattro mani, Finale incompiuto. |
| Canto georgiano di Balakirev                                                        | 1862    | Per voce e pianoforte.                            |
| Allegretto del quartetto per archi in mi minore op.59, n.2 di Beethoven             | 1867    | Per pianoforte solo.                              |
| Presto del quartetto per archi in do diesis minore op. 131 di Beethoven             | 1867    | Per pianoforte solo.                              |
| Vivace e Lento del quartetto per archi in fa maggiore op. 135 di Beethoven          | 1867    | Per pianoforte solo.                              |
| Восточная колыбельная песня (Ninna nanna orientale) di Nikolaj Lodyženskij          | 1874    | Revisionata per voce e pianoforte.                |
| Колыбельная (Ninna nanna) di Aleksandr Taneev                                       | 1874    | Completata da Musorgskij.                         |
| Письмо после бала (Lettera dopo il ballo), romanza di Dar'ja Leonova                | 1879    | Revisionata da Musorgskij.                        |